# Жеребятниково
Жеребятниково — деревня в Боровичском муниципальном районе Новгородской области России. Входит в состав Волокского сельского поселения.

## География
Деревня находится в 7 км к северо-западу от административного центра поселения — деревни Волок, на левом берегу реки Залезёнка, на противоположном берегу проходит автодорога в посёлок Кировский.

## История
В 1942 году в деревне Жеребятниково Волокского сельсовета Боровичского района Ленинградской области действовал колхоз «Завет Ильича». Указом Президиума Верховного Совета СССР от 5 июля 1944 года была образована Новгородская область и Боровичский район вошёл в её состав.
Во время неудавшейся всесоюзной реформы по делению на сельские и промышленные районы и парторганизации, в соответствии с решениями ноябрьского (1962 года) пленума ЦК КПСС «о перестройке партийного руководства народным хозяйством» с 10 декабря 1962 года и сельсовет и деревня вошли в крупный Боровичский сельский район, а 1 февраля 1963 года административный Боровичский район был упразднён, но пленум ЦК КПСС, состоявшийся 16 ноября 1964 года, восстановил прежний принцип партийного руководства народным хозяйством, после чего Указом Верховного Совета РСФСР от 12 января 1965 года сельские районы были преобразованы вновь в административные районы и решением Новгородского облисполкома от 12 января 1965 года и Волокский сельсовет и деревня вновь в Боровичском районе.
После прекращения деятельности Волокского сельского Совета в начале 1990-х стала действовать Администрация Волокского сельсовета, которая была упразднена с 1 января 2006 года на основании постановления Администрации города Боровичи и Боровичского района от 18 октября 2005 года и деревня Жеребятниково, по результатам муниципальной реформы входит в состав муниципального образования — Волокское сельское поселение Боровичского муниципального района (местное самоуправление), по административно-территориальному устройству подчинена администрации Волокского сельского поселения Боровичского района.

## Население
| 1989 | 2002 | 2006 | 2008 | 2009 | 2010 |
| ---- | ---- | ---- | ---- | ---- | ---- |
| 10   | ↘5   | →5   | ↗6   | →6   | ↘2   |

По переписи населения 2002 года, в деревне Жеребятниково проживали 5 человек (все русские)